# Saggi di Pier Paolo Pasolini
L'articolo fornisce una panoramica sull'opera saggistica di Pier Paolo Pasolini.
La vastissima produzione critica di Pasolini è stata interamente raccolta, in due volumi per i Saggi sulla letteratura e sull'arte e in un volume per i Saggi sulla politica e sulla società, nella collana I Meridiani della Mondadori nell'ottobre 1999.

## La critica letteraria
L'esercizio della critica letteraria si lega, soprattutto nel corso degli anni cinquanta, alla capacità dell'autore di indicare programmi e definire tendenze con un uso molto libero dei metodi della stilistica. Mentre in quegli anni la critica marxista prestava attenzione all'aspetto sociologico, Pasolini rivolge la sua attenzione ai caratteri espressivi delle opere letterarie individuando il carattere antiermetico della poesia del Novecento centrata su autori come Pascoli, Saba, Penna, Bertolucci, Caproni e sugli autori dialettali.

### Le raccolte degli scritti critici
Nel volume che raccoglie i saggi scritti di Pasolini tra il 1948 e il 1958 e pubblicato nel 1960 con il titolo di Passione e ideologia, si possono individuare le prospettive della ricerca di quegli anni.
Erano intanto apparsi su Officina altri significativi saggi su Pascoli e nel 1972 uscirà la raccolta Empirismo eretico che, diviso in tre sezioni, quella della Lingua, della Letteratura e del Cinema, raccoglieva tutti i saggi e gli interventi degli anni sessanta. Nel 1979, nel volume uscito postumo con il titolo Descrizioni di descrizioni, vengono raccolte numerose recensioni ricche di acute osservazioni e spunti polemici che erano state pubblicate sul settimanale Tempo tra il mese di novembre 1972 e il gennaio 1974.

### Gli interventi "corsari" sull'attualità
Agli ultimi anni di Pasolini appartengono gli interventi fatti sui giornali di maggiore diffusione, come il Corriere della Sera, nei quali, ricollegandosi con il suo lavoro di critico e con la sua poesia maggiormente ideologica, denuncia la realtà contemporanea, mettendo in evidenza le modificazioni della vita quotidiana con una condanna appassionata ai nuovi costumi consumistici. Questa saggistica, che si riduce in interventi brevi e incisivi, è una denuncia provocatoria e nettamente in contrasto con le tendenze che dominavano negli anni intorno al Sessantotto.
I suoi interventi, con i quali aggredisce come un "corsaro" il degrado che lo circonda e del quale fa parte, suscitano forti reazioni e polemiche essendo essi strettamente legati alla sua persona e alla battaglia politico-culturale del momento. Egli si allontana da ogni conformismo e dalle regole costituzionali della cultura che erano nati proprio nel contesto dei movimenti del '68 e accettata da tutti gli intellettuali appartenenti alla sinistra.

## Le raccolte degli scritti giornalistici
Se nei testi tenuti dal 1960 al 1965 sulla rubrica di corrispondenza con i lettori sulla rivista Vie nuove e pubblicati nel 1977 nel volume Le belle bandiere non vi sono ancora accenti polemici, questi si faranno sentire negli interventi tenuti dall'agosto del '68 al gennaio '70 sulla rubrica "Il caos" del settimanale Tempo, che verranno raccolti nel 1979 nel volume intitolato Il caos.
Il culmine di questo tipo di saggistica si può però vedere nei due volumi pubblicati nel 1975 con il titolo Scritti corsari, che raccolgono gli interventi apparsi su vari giornali tra il gennaio 1973 e il febbraio 1975, e nel volume Lettere luterane che, pubblicato postumo nel 1976 ma con il titolo programmato in precedenza da Pasolini stesso, raccoglie gli articoli apparsi durante il 1975 sul Corriere della Sera e su Il Mondo.
Le tematiche affrontate in questi scritti sono la critica dura verso le diverse forme della cultura di massa. Pasolini si indigna per il consumismo che ha deturpato l'aspetto fisico dell'Italia e ha modificato il carattere dei suoi abitanti. Egli osserva che gli antichi valori autoritari sono crollati per lasciare il posto ad altri valori di carattere edonistico ed egoistico. Occupandosi di critica televisiva, egli denuncia tra i responsabili di questo degrado la televisione e la scuola di massa, il Sessantotto e il suo antiautoritarismo.

## Opere

### Saggi
- Passione e ideologia (1948-1958), Garzanti, Milano 1960 (nuove edizioni Einaudi, Torino 1985, con un saggio introduttivo di C. Segre, e Garzanti, Milano 1994, con prefazione di A. Asor Rosa).
- Empirismo eretico, Garzanti, Milano 1972.
- Scritti corsari, Garzanti, Milano 1975 (nuova edizione 1990, con prefazione di A. Berardinelli).
- Lettere luterane, Einaudi, Torino, 1976; con un'introduzione di Alfonso Berardinelli, 2003.
- Descrizioni di descrizioni, a cura di Graziella Chiarcossi, Collana Gli Struzzi n.194, Einaudi, Torino, 1ª ed. 1979; Prefazione di Giampaolo Dossena, Collana Saggi, Garzanti, Milano, 1996; Introduzione di Paolo Mauri, Collana Saggi, Garzanti, Milano 2006 ISBN 978-88-11-67511-2.
- Il Portico della Morte, a cura di C. Segre, «Associazione Fondo Pier Paolo Pasolini», Garzanti Milano 1988.
- Antologia della lirica pascoliana. Introduzione e commenti, a cura di M. A. Bazzocchi, saggio introduttivo di M. A. Bazzocchi ed E. Raimondi, Einaudi, Torino 1993.
- I film degli altri, a cura di Tullio Kezich, Guanda, Parma 1996.
- Poesia dialettale del Novecento, a cura di M. Dell'Arco e P. P. Pasolini, introduzione di PP. Pasolini, Guanda, Parma 1952 (nuova edizione Einaudi, Torino 1995, con prefazione di G. Tesio).
- Canzoniere italiano. Antologia della poesia popolare, a cura di P. P. Pasolini, Guanda, Parma 1955 (nuova edizione Garzanti, Milano 1972 e 1992).
- Pier Paolo Pasolini e «Il setaccio» (1942-1943), a cura di M. Ricci, Cappelli, Bologna 1977, con scritti di R. Roversi e G. Seaha (contiene i seguenti saggi pasoliniani:«Umori» di Bartolini; Cultura italiana e cultura europea a Weimar; I giovani, l'attesa;Noterelle per una polemica;Mostre e città;Per una morale pura in Ungaretti;Ragionamento sul dolore civile;Fuoco lento.Collezioni letterarie;Filologia e morale;Personalità di Gentilini;«Dino» e «Biografia ad Ebe»;Ultimo discorso sugli intellettuali;Commento a un'antologia di «lirici nuovi»;Giustificazione per De Angelis;Commento allo scritto del Bresson;Una mostra a Udine).
- Stroligut di cà da l'aga (1944) - Il Stroligut (1945-1946) - Quaderno romanzo (1947), riproduzione anastatica delle riviste dell'Academiuta friulana, a cura del Circolo filologico linguistico padovano, Padova 1983(contiene i seguenti saggi pasoliniani:Dialet, lenga e stil;Academiuta di Lenga Furlana;Alcune regole empiriche d'ortografia;Volontà poetica ed evoluzione della lingua).
- Saggi sulla letteratura e sull'arte, 2 voll., in cofanetto, a cura di W. Siti e S. De Laude, con un saggio di C. Segre, Collana I Meridiani, Arnoldo Mondadori Editore, Milano, 1999.
- Saggi sulla politica e sulla società, a cura di W. Siti e S. De Laude, con un saggio di P. Bellocchio, Arnoldo Mondadori Editore, Milano 1999.

### Dialoghi con i lettori
- Le belle bandiere. Dialoghi 1960-65, a cura di G.C. Ferretti, Editori Riuniti, Roma 1977 (contiene una scelta dei dialoghi apparsi sul settimanale «Vie Nuove» tra il 4 giugno 1960 e il 30 settembre 1965).
- Il caos, a cura di G. C. Ferretti, Editori Riuniti, Roma 1979 (contiene una scelta dei dialoghi apparsi sul settimanale «Tempo», dal 6 agosto 1968 al 24 gennaio 1970).
- I dialoghi, a cura di G. Falaschi, prefazione di G. C. Ferretti, Editori Riuniti 1992 (comprende tutti i dialoghi apparsi su «Vie Nuove» e su «Tempo»).